# Emilio Alonso Larrazábal
Emilio Alonso Larrazábal, más conocido como Emilín (nacido el 25 de mayo de 1912 en Guecho, Vizcaya, España - fallecido el 29 de diciembre de 1989 en México, D. F., México) es un ex-futbolista español. Jugaba de delantero y su primer club fue Arenas.

## Carrera
Comenzó su carrera en 1929 jugando para Arenas Club, de la ciudad de Guecho. Juega para el club hasta 1933. En ese año se confirma su pase al Real Madrid, en donde se mantuvo ligado hasta 1936. En 1940 se traslada con rumbo hacia la Argentina, para formar parte del San Lorenzo de Almagro, en donde se retira definitivamente del fútbol argentino.

### Selección nacional
Fue internacional con la selección de fútbol de España en 1936.

### Familia
Fue conocido por haber sido el hermano de Santos Alonso Larrazábal
Contrajo nupcias con Carmela González Uribe de sangre asturiana y con ella procreó 3 hijos , Emilio , Amalio y Ricardo .

## Fallecimiento
Falleció el 18 de abril de 2001 a los 88 años en México, D. F., México debido edad avanzada.

## Clubes
- Arenas Club  España (1929-1933)
- Real Madrid  España (1933-1936)
- San Lorenzo  Argentina (1940)